# Lockheed Saturn
Die Lockheed Saturn, offiziell Lockheed Model 75 Saturn, war ein Zubringerflugzeug des US-amerikanischen Herstellers Lockheed, das seinen Erstflug im Jahr 1946 absolvierte.
Der von zwei Kolbenmotoren angetriebene Ganzmetall-Schulterdecker mit Bugradfahrwerk konnte bis zu 14 Personen befördern, gelangte jedoch nicht zur Serienreife.

## Geschichte
Bereits 1944 entstand bei Lockheed das Konzept eines zweimotorigen Zubringerflugzeugs für die Nachkriegszeit. Auf der Grundlage von Umfragen unter den Fluggesellschaften der USA und vagen Absichtserklärungen errechnete Lockheed einen Bedarf von „rund 500“ Maschinen dieser Art zu einem Stückpreis von 85.000 $.
Der Erstflug des Prototyps fand am Flughafen Burbank unter der Bezeichnung Lockheed Model 075-77-01 statt (Luftfahrzeugkennzeichen NX90801). Die Flugversuche ergaben ein unbefriedigendes Verhalten der Maschine bei Strömungsabriss und schwere Kühlungsprobleme mit den Continental-Motoren.
Durch den notwendigen Wechsel des Motorentyps entstand eine mehr als einjährige Verzögerung in der Entwicklung und Erprobung. Als das umgebaute Flugzeug dann im August 1947 endlich wieder flog, hatte beim Hersteller die Skepsis bezüglich der Verkaufsaussichten überhandgenommen. Mit einem Verkaufspreis von mittlerweile fast 100.000 $ war der neue Flugzeugtyp zu teuer, um realistische Chancen gegen die zahllosen gebrauchten Militärmaschinen der Muster Beechcraft C-45, Douglas DC-3 und der eigenen Lodestars zu haben, die für Preise zwischen 3500 $ und 35.000 $ auf dem Markt erhältlich waren. Daher wurde die Entwicklung eingestellt und das noch im Bau befindliche zweite Exemplar (Fabriknummer 075-1002) nicht vollendet. Der aus diesem Projekt entstandene Verlust belief sich auf sechs Millionen Dollar.

## Konstruktion
Die vorrangigen Konstruktionskriterien waren eine deutliche Reduzierung von Betriebs- und Wartungskosten gegenüber den älteren Konkurrenzmustern.
Der Erstflug der Fabriknummer 075-1001 wurde unter der Bezeichnung Lockheed Model 075-77-01 mit zwei Neunzylinder-Sternmotoren Continental GR9-A von jeweils 600 PS (441 kW) durchgeführt.
Die Maschine erwies sich als untermotorisiert und wurde auf zwei Siebenzylinder-Sternmotoren des Modells Wright 744C-7BA-1 mit je 700 PS (515 kW) umgerüstet. In dieser Form flog sie als Model 075-57-01 erstmals am 8. August 1947.
Die Einstiegstür für die Passagiere befand sich hinten links, ihr gegenüber eine optional einzubauende Toilette. Ebenfalls im Heck lag ein Gepäckraum mit einem Volumen von 1,2 m³. Ein Frachtabteil war unmittelbar hinter dem Cockpit installiert, das über eine an seinem hinteren Ende links gelegene Tür beladen werden konnte.
Die Passagiersitze waren in sieben Reihen zu je zwei Sitzen angeordnet, rechts und links eines abgesenkten Mittelgangs. Sie konnten mittels Schnellverschlüssen in kurzer Zeit herausgenommen werden, um Fracht befördern zu können. Auch die vordere Trennwand zum Frachtraum konnte zur Beförderung größerer Frachtmengen nach hinten in die Passagierkabine hinein versetzt werden, wodurch die Sitzkapazität auf 12 bzw. 10 Plätze verringert wurde.

## Nutzung
Obwohl Lockheed einen Absatzmarkt von „rund 500“ Maschinen prognostiziert hatte, gingen nur sehr wenige feste Bestellungen ein. Bekannt gewordene Aufträge erfolgten von Kansas City Airways (neun Bestellungen im August 1945 zu „maximal 85.000 $“) und Aircraft Ltd aus Queensland, Australien (drei Bestellungen vom Juni 1945).
Kein Exemplar der Saturn wurde an eine Fluggesellschaft ausgeliefert. Die nicht fertiggestellte zweite Maschine wurde zusammen mit dem einzigen Prototyp im Jahr 1948 verschrottet.

## Technische Daten
| Kenngröße1            | Daten                                                                        |
| --------------------- | ---------------------------------------------------------------------------- |
| Besatzung             | 2 Piloten, optional plus 1 Flugbegleiter                                     |
| Passagiere            | 14                                                                           |
| Länge                 | 15,69 m                                                                      |
| Spannweite            | 22,56 m                                                                      |
| Höhe                  | 6,05 m                                                                       |
| Flügelfläche          | 46,6 m²                                                                      |
| Leermasse             | 5153 kg                                                                      |
| max. Startmasse       | 7257 kg                                                                      |
| Reisegeschwindigkeit  | 301 km/h (163 kts)                                                           |
| Höchstgeschwindigkeit | 367 km/h (198 kts)                                                           |
| Dienstgipfelhöhe      | 8075 m (26.500 ft)                                                           |
| Reichweite            | 965 km (520 NM)                                                              |
| Triebwerke            | 2 luftgekühlte 7-Zylinder-Sternmotoren Wright 744C-7BA-1, je 700 PS (515 kW) |

1 Die Daten beziehen sich auf die zweite Version, mit 700 PS-Motoren.